# Юрьево (Торжокский район)
Юрьево  — деревня в Торжокском районе Тверской области. Входит в состав Грузинского сельского поселения.

## География
Находится в центральной части Тверской области на расстоянии приблизительно 11 км на юг-юго-восток по прямой от районного центра города Торжок.

## История
Деревня была отмечена еще на карте Менде (состояние местности на 1848 год). В 1859 году здесь (деревня Новоторжского уезда Тверской губернии) было учтено 50 дворов.

## Население
Численность населения: 354 человека (1859 год), 114 (русские 99 %) в 2002 году, 106 в 2010.